# Pfälzische T 4.I
Die Lokomotiven der Gattung T 4I waren Nassdampf-Tenderlokomotiven der Pfälzischen Eisenbahnen, die ab 1906 in die Königlich Bayerischen Staatseisenbahnen als linksrheinische Direktion übergingen. Krauss lieferte 1895 vier und 1897 weitere drei Exemplare, die auf der Grundlage der zweiten Serie der bayerischen D VIII entwickelt worden waren. Sie unterschieden sich nur in einigen Maßen von diesen; so waren z. B. die Durchmesser der Lauf- und Kuppelräder geringer. Außerdem verfügten sie über einen größeren Kohlenbehälter. Stationiert waren sie im Bahnbetriebswerk Neustadt.
1908 und 1910 lieferte Krauss jeweils weitere vier Lokomotiven, die jetzt als D VIII bezeichnet wurden. Sie unterschieden sich durch größere Vorratsbehälter und eine von 12 auf 13 bar erhöhten maximal zulässigen Kesseldruck.
Die Deutsche Reichsbahn übernahm 1925 alle 15 Lokomotiven und ordnete sie zusammen mit der Bayerischen D VIII in die Baureihe 98.6 ein. Dabei erhielten die ersten sieben Fahrzeuge die Nummern 98 651–657 und die acht neueren die Nummern 98 681–688. Die erste Gruppe war bis 1940 ausgemustert, die zweite gelangte noch zur Deutschen Bundesbahn. Mit der 98 682 und der 98 686 wurden 1950 die letzten beiden Exemplare ausgemustert.
Die Augsburger Localbahn hat 1949 die 98 683 gekauft und mit der Bahnnummer 10 bis 1957 eingesetzt.